# Innova Capital
Innova Capital este un fond de investiții private equity activ pe piața central-est europeană.
Innova Capital a deținut acțiuni la Orange România, cel mai mare operator de telecomunicații pe piața locală, și a cumpărat în 2008 compania La Fântâna, cel mai important jucător pe segmentul distribuției și îmbutelierii de apă naturală consumată prin intermediul watercoolerelor.
De asemenea, în anul 2010 a mai făcut indirect două achiziții: Datek Telcom prin GTS Telecom și Rokor prin La Fântâna.
În ianuarie 2011, Innova Capital a preluat un pachet de 96% din acțiunile companiilor procesatoare de carduri Provus (Turcia) și ale subsidiarei sale deținute integral RomCard (România).